# Schilda (Brandenburg)
Schilda er en kommune i landkreis Elbe-Elster i den tyske delstat Brandenburg. Den tilhører Amt Elsterland med sæde i Schönborn.
- Wikimedia Commons har flere filer relateret til Schilda (Brandenburg)